# Estadio Primo Nebiolo
El Estadio Primo Nebiolo (en italiano: Stadio Primo Nebiolo) es un estadio de béisbol ubicado en la ciudad de Mesina, específicamente en la Viale Annunziata - Conca d'oro, Italia. Fue construido entre 1996 y 1998 y llamado así en honor del expresidente de la IAAF, Primo Nebbiolo. Alojando rondas de la Copa Mundial de Béisbol de 1998 y 2009.
El campo fue planificado para 1997 en previsión de la Universiada de 1997, y en el Campeonato Mundial posterior en 1998, cuando algunos partidos de béisbol se jugaron en Mesina, tomó su nombre de la zona en la que se construyó (el distrito Conca d'oro), y más tarde fue renombrado en honor del expresidente de la Federación Italiana de Atletismo Primo Nebiolo.